# Sa'ilele Malielegaoi
Tuila'epa Aiono Sa'ilele Malielegaoi (Lepa, 14 aprile 1945) è un politico samoano.

## Biografia
.
Tuila'epa e Aiono come anche Lupesoliai Neioti sono titoli di nobiltà samoani: Tuila'epa è il più usato come forma corta del nome. È Primo ministro delle Samoa dal 1998. È stato eletto parlamentare del suo paese nel 1980. Economista, in precedenza aveva lavorato per la Comunità economica europea (per conto del gruppo ACP) e per Coopers & Lybrand.
È anche presidente della Samoa Rugby Football Union.
Nel 2021 è stato contestato per la carica di Primo ministro dello Stato insulare dalla rivale candidata Naomi Mataʻafa.